# Université des sciences et technologies de Namibie
L’Université des sciences et technologies de Namibie (anciennement École polytechnique de Namibie) est une école d'ingénieurs et de technologie namibienne.

## Histoire
L'école est initialement créée en 1980 sous le nom d'Académie pour l'éducation tertiaire (Academy for Tertiary Education). L'école prend le nom d'École polytechnique de Namibie en 1994 à la suite d'un acte du parlement namibien. En 2015, l'université est renommée Université des sciences et technologies de Namibie (Namibia University of Science and Technology),.
En 2011, l'EPN lance un programme d’échange universitaire entre la Tanzanie, l’Ouganda, le Ghana et l’Afrique du Sud financé à hauteur de 2,91 millions d'euros par la Commission européenne.

## Description
L'école est une université de technologie, basée dans la capitale, Windhoek. Elle comprend 8 facultés :
- Ingénierie
- Réseaux et informatique
- Management et gestion
- Ressources naturelles et sciences spatiales
- Sciences humaines
- Santé et sciences appliquées
- Harold Pupkewitz Graduate School of Business
- Centre for Open and Lifelong Learning (enseignement à distance)

Les diplômes offerts vont de niveau bac+1 à bac+5. Plus de 10 000 étudiants sont inscrits en 2009. L'école est une technopole membre de l'International Association of Science Parks (IASP).

## Étudiants
- Hendrik Gaobaeb, président du Front démocratique uni, a obtenu un diplôme en administration publique en 2000[4]
- Sam Nujoma, premier président de la Namibie, a reçu un doctorat honoris causa en gestion publique en 2005[5]
- Harold Pupkewitz, entrepreneur, a reçu un doctorat honoris causa en gestion d'entreprise en 2011[6]
- Erastus Uutoni, ministre des Sports, de la Jeunesse et du Service national de Namibie, est titulaire d'un diplôme en sciences policières et d'un certificat en marketing de la NUST[7]
- Ndawedwa Denga Hanghuwo, écrivain